# San Simón de Guerrero
San Simón de Guerrero là một đô thị thuộc bang México, México. Năm 2005, dân số của đô thị này là 5408 người.